# 11 Партенопа
11 Партенопа (лат. 11 Parthenope) је астероид главног астероидног појаса са пречником од приближно 153,33 km.
Афел астероида је на удаљености од 2,696 астрономских јединица (АЈ) од Сунца, а перихел на 2,208 АЈ.
Ексцентрицитет орбите износи 0,099, инклинација (нагиб) орбите у односу на раван еклиптике 4,626 степени, а орбитални период износи 1402,936 дана (3,841 године).
Апсолутна магнитуда астероида је 6,55 а геометријски албедо 0,180.
Астероид је откривен 11. маја 1850. године.